# ارتم شچربک
ارتم شچربک (اوکراینی: Артем Юрійович Щербак؛ زادهٔ ۳ سپتامبر ۱۹۹۶) بازیکن فوتبال است.
از باشگاه‌هایی که در آن بازی کرده‌است می‌توان به باشگاه فوتبال متالورگ دونتسک اشاره کرد.